# Microcharops bimaculatus
Microcharops bimaculatus är en stekelart som först beskrevs av William Harris Ashmead 1895.  Microcharops bimaculatus ingår i släktet Microcharops och familjen brokparasitsteklar. Inga underarter finns listade i Catalogue of Life.